# Wealth Planet Perugia Volley
Wealth Planet Perugia Volley – włoski klub siatkarski kobiet, powstały w 2005 w Perugii. Klub w latach 2019-2023 występował w rozgrywkach Serie A1, gdzie zagrał w sezonie 2024/2025 w najwyższej klasie rozgrywkowej we Włoszech.

## Nazwy klubu
- 2010-2011 Gecom Security Corciano
- 2011-2015 Geocom Security Perugia
- 2015-2017 TUUM Volley Perugia
- 2017-2019 Bartoccini Gioiellerie Perugia
- 2019-2023 Bartoccini Fortinfissi Perugia
- 2023- Bartoccini Fortinfissi Perugia Black Angels

## Polki w klubie
| Sezon     | W trakcie sezonu | Imię i nazwisko  |
| --------- | ---------------- | ---------------- |
| 2021/2022 | od 05.02.2022    | Monika Gałkowska |
| 2022/2023 | od 25.01.2023    | Monika Gałkowska |
| 2024/2025 |                  | Aleksandra Gryka |

## Kadra

### Sezon 2024/2025[5]
| Nr | Imię i nazwisko         | Data ur. | Wzrost | Pozycja      |
| -- | ----------------------- | -------- | ------ | ------------ |
| 1  | Aleksandra Gryka        | 2000     | 190    | środkowa     |
| 2  | Gaia Traballi           | 1997     | 183    | przyjmująca  |
| 3  | Giulia Orlandi          | 2004     | 186    | rozgrywająca |
| 5  | Immacolata Sirressi     | 1990     | 176    | libero       |
| 7  | Carolina Pecorari       | 2003     | 184    | przyjmująca  |
| 8  | Maria Irene Ricci       | 1996     | 181    | rozgrywająca |
| 10 | Stefania Recchia        | 2005     | 162    | libero       |
| 11 | Benedetta Bartolini     | 1999     | 184    | środkowa     |
| 13 | Asia Cogliandro         | 1996     | 184    | środkowa     |
| 14 | Anastasia Cekulaev      | 2003     | 187    | środkowa     |
| 15 | Anett Németh            | 1999     | 188    | atakująca    |
| 16 | Beatrice Gardini        | 2003     | 184    | przyjmująca  |
| 18 | Rachele Rastelli        | 1999     | 192    | atakująca    |
| 19 | Adelina Budăi-Ungureanu | 2000     | 187    | przyjmująca  |

### Sezon 2023/2024[6]
| Nr | Imię i nazwisko     | Data ur. | Wzrost | Pozycja      |
| -- | ------------------- | -------- | ------ | ------------ |
| 1  | Glenda Messaggi     | 1999     | 182    | atakująca    |
| 2  | Gaia Traballi       | 1997     | 183    | przyjmująca  |
| 4  | Princess Atamah     | 2005     | 188    | środkowa     |
| 5  | Immacolata Sirressi | 1990     | 176    | libero       |
| 6  | Alessia Lillacci    | 1997     | 167    | libero       |
| 7  | Giulia Viscioni     | 2004     | 185    | przyjmująca  |
| 8  | Maria Irene Ricci   | 1996     | 181    | rozgrywająca |
| 9  | Federica Braida     | 2000     | 182    | rozgrywająca |
| 11 | Benedetta Bartolini | 1999     | 184    | środkowa     |
| 12 | Ivonne Montaño      | 1995     | 188    | atakująca    |
| 13 | Asia Cogliandro     | 1996     | 184    | środkowa     |
| 14 | Sara Turini         | 2007     | 185    | atakująca    |
| 18 | Dayana Kosareva     | 1999     | 186    | przyjmująca  |

### Sezon 2022/2023
| Nr | Imię i nazwisko                   | Data ur. | Wzrost | Pozycja      |
| -- | --------------------------------- | -------- | ------ | ------------ |
| 2  | Claudia Provaroni                 | 1998     | 181    | przyjmująca  |
| 4  | Giorgia Avenia                    | 1994     | 180    | rozgrywająca |
| 5  | Tessa Polder                      | 1997     | 189    | środkowa     |
| 6  | Beatrice Gardini                  | 2003     | 184    | przyjmująca  |
| 7  | Stephanie Samedy (do 13.01.2023)  | 1998     | 188    | atakująca    |
| 7  | Monika Gałkowska (od 25.01.2023)  | 1996     | 188    | atakująca    |
| 8  | Chiara Rumori                     | 1998     | 163    | libero       |
| 9  | Raimariely Santos (od 04.01.2023) | 1992     | 180    | rozgrywająca |
| 10 | Martina Armini                    | 2002     | 175    | libero       |
| 11 | Benedetta Bartolini               | 1999     | 184    | środkowa     |
| 12 | Anastasia Guerra                  | 1996     | 186    | przyjmująca  |
| 13 | Anamarija Galic                   | 2001     | 200    | atakująca    |
| 14 | Clémence Garcia (od 07.02.2023)   | 1997     | 186    | środkowa     |
| 16 | Victoria Dilfer (do 28.12.2022)   | 1999     | 180    | rozgrywająca |
| 17 | Linda Nwakalor                    | 2002     | 187    | środkowa     |
| 18 | Alexandra Lazic                   | 1994     | 186    | przyjmująca  |

### Sezon 2021/2022
| Nr | Imię i nazwisko                  | Data ur. | Wzrost | Pozycja      |
| -- | -------------------------------- | -------- | ------ | ------------ |
| 2  | Claudia Provaroni                | 1998     | 181    | przyjmująca  |
| 3  | Giulia Melli                     | 1998     | 184    | przyjmująca  |
| 4  | Britt Bongaerts                  | 1996     | 185    | rozgrywająca |
| 5  | Immacolata Sirressi              | 1990     | 176    | libero       |
| 6  | Gaia Guiducci                    | 2002     | 178    | rozgrywająca |
| 7  | Monika Gałkowska (od 05.02.2022) | 1996     | 188    | atakująca    |
| 8  | Chiara Rumori                    | 1998     | 163    | libero       |
| 9  | Laura Melandri                   | 1995     | 186    | środkowa     |
| 12 | Anastasia Guerra                 | 1996     | 186    | przyjmująca  |
| 13 | Valentina Diouf (do 26.01.2022)  | 1993     | 201    | atakująca    |
| 15 | Anastasia Scarabottini           | 2004     | 185    | przyjmująca  |
| 16 | Helena Havelková                 | 1988     | 188    | przyjmująca  |
| 17 | Linda Nwakalor                   | 2002     | 187    | środkowa     |
| 18 | Bintu Diop                       | 2002     | 194    | atakująca    |
| 28 | Christina Bauer                  | 1988     | 196    | środkowa     |

### Sezon 2020/2021
| Nr | Imię i nazwisko        | Data ur. | Wzrost | Pozycja      |
| -- | ---------------------- | -------- | ------ | ------------ |
| 1  | Luisa Casillo          | 1988     | 188    | środkowa     |
| 2  | Kenia Carcasés Opón    | 1986     | 189    | przyjmująca  |
| 4  | Beatrice Agrifoglio    | 1994     | 178    | rozgrywająca |
| 5  | Anastasia Scarabottini | 2004     | 185    | przyjmująca  |
| 6  | Giada Cecchetto        | 1991     | 164    | libero       |
| 7  | Isabella Di Iulio      | 1991     | 175    | rozgrywająca |
| 8  | Chiara Rumori          | 1998     | 163    | libero       |
| 9  | Lucija Mlinar          | 1995     | 180    | przyjmująca  |
| 10 | Nicole Koolhaas        | 1991     | 198    | środkowa     |
| 11 | Serena Ortolani        | 1987     | 187    | atakująca    |
| 12 | Veronica Angeloni      | 1983     | 183    | przyjmująca  |
| 16 | Helena Havelková       | 1988     | 188    | przyjmująca  |
| 19 | Freya Aelbrecht        | 1990     | 189    | środkowa     |

### Sezon 2019/2020
| Nr | Imię i nazwisko                 | Data ur. | Wzrost | Pozycja      |
| -- | ------------------------------- | -------- | ------ | ------------ |
| 1  | Luisa Casillo                   | 1988     | 188    | środkowa     |
| 3  | Eleonora Bruno                  | 1994     | 180    | libero       |
| 5  | Regiane Bidias                  | 1986     | 190    | przyjmująca  |
| 6  | Giada Cecchetto                 | 1991     | 164    | libero       |
| 7  | Rosamaria Montibeller           | 1994     | 186    | atakująca    |
| 8  | August Raskie                   | 1996     | 183    | rozgrywająca |
| 9  | Ilaria Demichelis               | 1987     | 179    | rozgrywająca |
| 11 | Sara Menghi                     | 1983     | 183    | środkowa     |
| 12 | Veronica Angeloni               | 1983     | 183    | przyjmująca  |
| 13 | Ema Strunjak                    | 1999     | 187    | środkowa     |
| 14 | Rebecka Lazic                   | 1994     | 187    | przyjmująca  |
| 16 | Veronica Taborelli              | 1994     | 184    | atakująca    |
| 17 | Giulia Mio Bertolo              | 1995     | 187    | środkowa     |
| 19 | Aleksandra Crnčević             | 1987     | 185    | przyjmująca  |
| 21 | Giulia Pascucci (do 21.01.2020) | 1993     | 188    | przyjmująca  |

### Sezon 2018/2019
| Nr | Imię i nazwisko     | Data ur. | Wzrost | Pozycja      |
| -- | ------------------- | -------- | ------ | ------------ |
| 1  | Luisa Casillo       | 1988     | 188    | środkowa     |
| 2  | Giulia Pietrelli    | 1988     | 180    | przyjmująca  |
| 3  | Eleonora Bruno      | 1994     | 180    | libero       |
| 4  | Ludovica Marchi     | 1999     | 183    | rozgrywająca |
| 5  | Eleonora Fastellini | 1986     | 181    | atakująca    |
| 7  | Giulia Kotlar       | 1989     | 183    | środkowa     |
| 8  | Carolina Santibacci | 1998     | 190    | przyjmująca  |
| 9  | Ilaria Demichelis   | 1987     | 179    | rozgrywająca |
| 10 | Melissa Donà        | 1982     | 180    | przyjmująca  |
| 11 | Irina Smirnowa      | 1990     | 188    | atakująca    |
| 12 | Giulia Pascucci     | 1993     | 188    | przyjmująca  |
| 13 | Michela Catena      | 1991     | 191    | przyjmująca  |
| 15 | Diletta Bigini      | 1990     | 180    | środkowa     |
| 16 | Giulia Gierek       | 1997     | 178    | przyjmująca  |
| 18 | Chiara Lapi         | 1991     | 182    | środkowa     |